# Futbol a Armènia

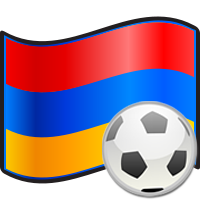

El futbol (armeni: ֆուտբոլ) és l'esport més popular a Armènia.

## Història

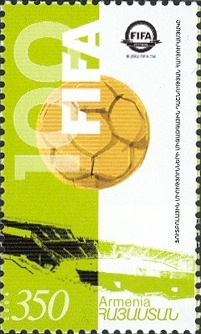
Segell sobre el futbol armeni.

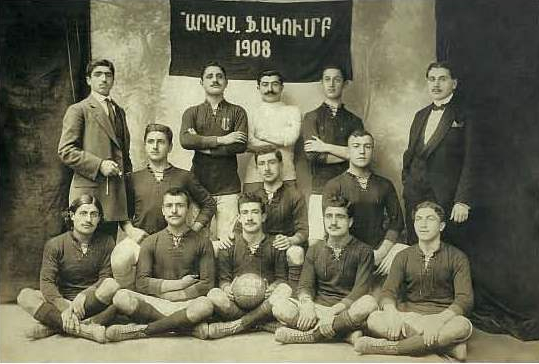
Araks FC, Constantinoble, 1910s.

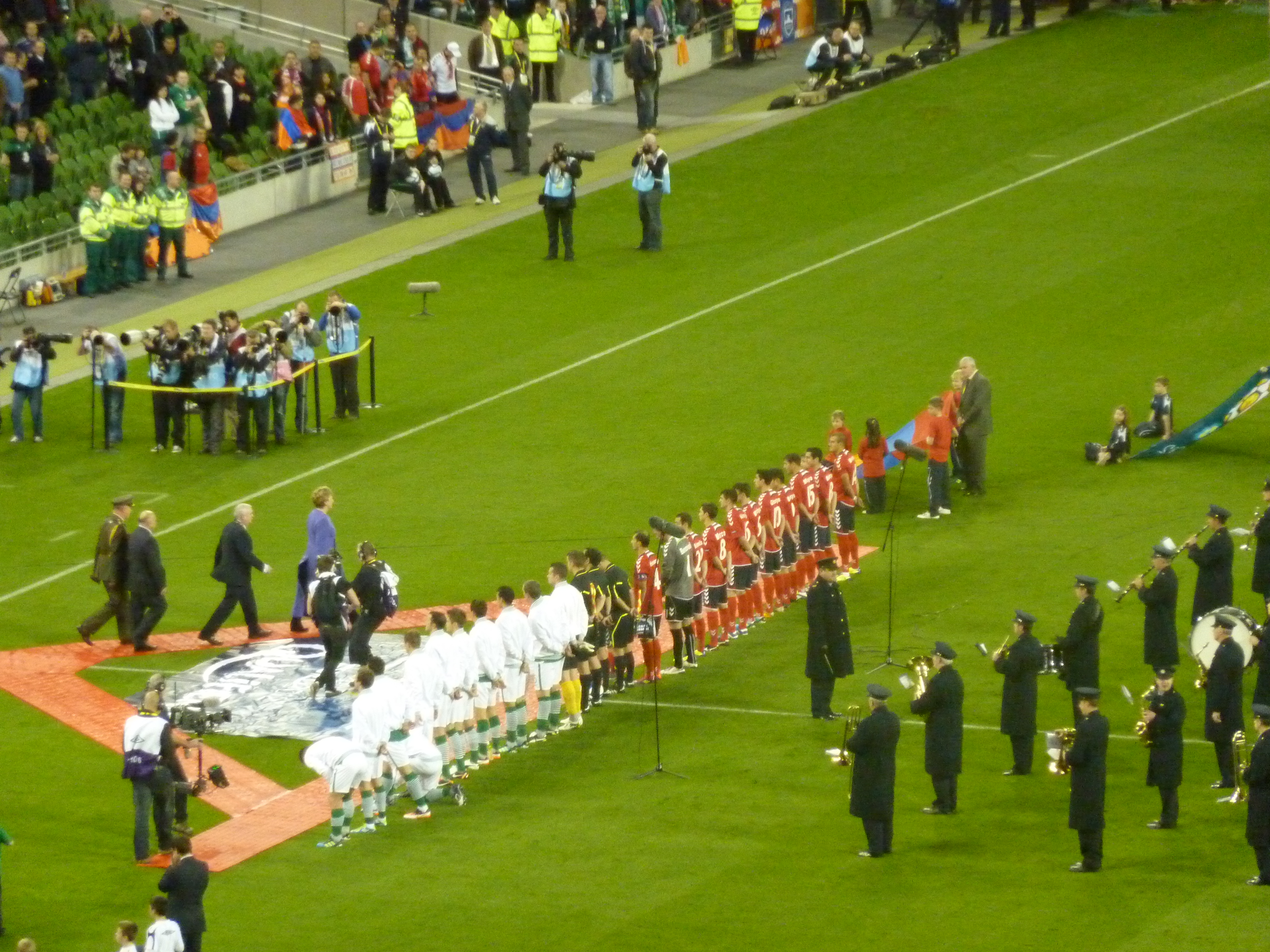
11 d'octubre de 2011, Irlanda vs. Armènia, Aviva Stadium, Dublín.

A començament de segle xx, els primers clubs de futbol armenis es fundaren a Constantinoble, Esmirna i d'altres ciutats de l'Imperi Otomà. El primer partit de futbol entre un equip armeni i un equip turc se celebrà el 1906. El club armeni Balta-Liman de Constantinoble, s'enfrontà amb el Galatasaray. Quan el Balta-Liman es dissolgué, es fundaren el clubs Araks FC i Tork. La Primera Guerra Mundial i el genocidi armeni conduïren al declivi dels armenis dins de l'esport otomà.
A partir dels anys 1920s el futbol armeni continuà el seu desenvolupament dins la Unió Soviètica. Durant aquests anys els clubs armenis més destacats foren Karmir Drosh Gyumri (fundat el 1934, més tard Shirak Gyumri), Spartak Yerevan (1935, més tard Ararat Yerevan), FC Dinamo Yerevan (1936) i FC Kotayk Abovian (1955). Ararat arribà a ser campió soviètic l'any 1973.
L'any 1992, la Federació Armènia esdevingué independent, afiliant-se a la FIFA i a la UEFA. El mateix 1992, la selecció d'Armènia disputà el seu primer partit davant la selecció de Moldàvia.

## Competicions
- Lliga armènia de futbol
- Copa armènia de futbol
- Supercopa armènia de futbol

## Principals clubs
Clubs guanyadors d'alguna lliga o copa (fins 2018).
- FC Pyunik
- FC Shirak Gyumri
- FC Alashkert
- Araks Ararat FC
- FC Banants
- FC Ararat Yerevan
- Ulisses FC
- FC Yerevan
- FC Mika
- FC Gandzasar Kapan
- FC Kotayk Abovian
- Kilikia FC
- FC Dinamo Yerevan

## Jugadors destacats
Font:
Des de 1950
- Nikita Simonyan

Des de 1960
- Vyacheslav Ambartsumyan
- Eduard Markarov

Des de 1970
- Arkadi Andreassian
- Andranik Eskandarian
- Levon Ixtoian
- Nazar Petrosyan
- Hovhannès Zanazanian

Des de 1980
- Khorèn Oganessian

Des de 1990
- Artur Petrossian
- Armèn Xahgueldian

Des de 2000
- Roman Berezovsky
- Sargis Hovsepyan
- Edgar Manucharyan

Des de 2010
- Henrikh Mkhitarian
- Yura Movsisyan
- Andranik Teymourian

## Principals estadis

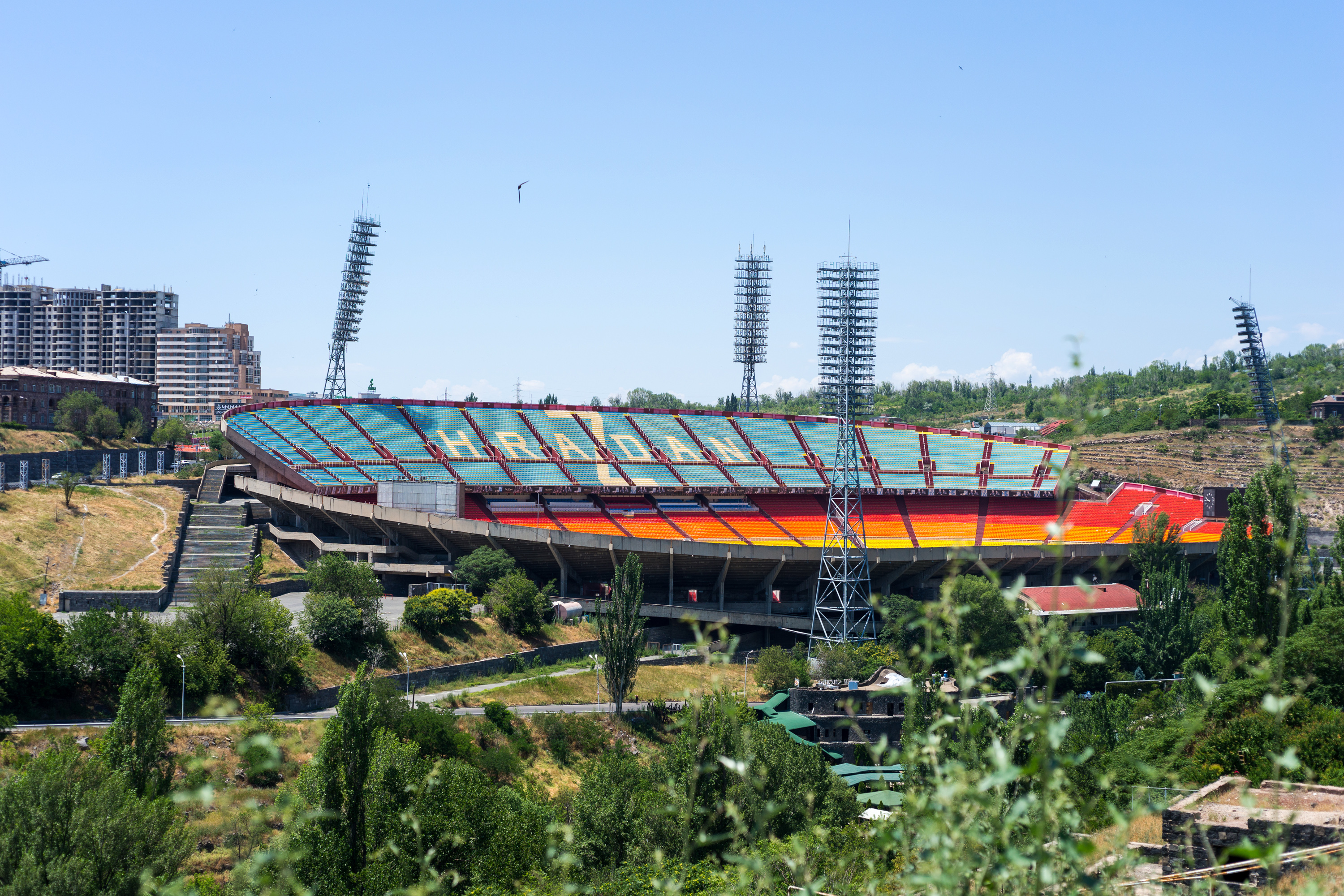
Estadi Hrazdan.

| # | Estadi                            | Capacitat | Ciutat  |
| - | --------------------------------- | --------- | ------- |
| 1 | Estadi Hrazdan                    | 54.208    | Yerevan |
| 2 | Estadi Republicà Vazguèn Sargsian | 14.403    | Yerevan |
| 3 | Estadi Mika                       | 7.250     | Yerevan |
| 4 | Estadi Alashkert                  | 6.850     | Yerevan |
| 5 | Estadi Ciutat d'Artik             | 6.000     | Artik   |